# Медаль «За разминирование» (Минобороны)
Меда́ль «За размини́рование» — ведомственная медаль Министерства обороны Российской Федерации, учреждённая приказом Министра обороны Российской Федерации № 90 от 26 февраля 2002 года.

## Правила награждения
Согласно Положению медалью «За разминирование» награждаются военнослужащие Вооружённых Сил Российской Федерации за проявленные самоотверженность, мужество и отвагу, высокий профессионализм:
- при выполнении задач по обнаружению и обезвреживанию (уничтожению) взрывоопасных предметов на местности (объектах);
- при участии в международных программах, проектах и операциях по гуманитарному разминированию;
- при организации и руководстве разминированием.

Награждение медалью «За разминирование» производится приказом Министра обороны Российской Федерации. Повторное награждение медалью «За разминирование» не производится.

## Правила ношения
Медаль носится на левой стороне груди и располагается после медали Министерства обороны Российской Федерации «За воинскую доблесть».

## Описание медали
Медаль изготавливается из металла золотистого цвета, имеет форму круга диаметром 32 мм с выпуклым бортиком с обеих сторон. На лицевой стороне медали: в центре — рельефное изображение военнослужащего с миноискателем и бронированной машины разминирования на фоне местности; в нижней части слева — рельефное изображение лавровой ветви. На оборотной стороне медали рельефная надпись: в центре — в две строки: «ЗА РАЗМИНИРОВАНИЕ», по кругу в верхней части — «МИНИСТЕРСТВО ОБОРОНЫ», в нижней части — «РОССИЙСКОЙ ФЕДЕРАЦИИ».
Медаль при помощи ушка и кольца соединяется с пятиугольной колодкой, обтянутой шёлковой муаровой лентой шириной 24 мм. С правого края ленты оранжевая полоса шириной 10 мм окаймлена чёрной полосой шириной 2 мм, левее — зелёная полоса шириной 12 мм, посередине которой — красная полоса шириной 2 мм.
Элементы медали символизируют:
- изображение военнослужащего, выполняющего задачу по поиску взрывоопасных предметов в защитном снаряжении с основным средством поиска взрывоопасных предметов — миноискателем, и бронированной машины разминирования — современного средства, применяемого для разминирования путей движения войск при сопровождении колонн, — признаки функциональной деятельности, характерные для выполнения задач по обезвреживанию взрывоопасных предметов;
- лавровая ветвь — мужество и доблесть военнослужащих, выполняющих задачи по разминированию в условиях, сопряжённых с риском для жизни.

## Дополнительные поощрения награждённым
- Согласно Федеральному закону РФ «О ветеранах» и принятым в его развитие подзаконным актам награждение медалью «За разминирование» при наличии соответствующего трудового стажа или выслуги лет даёт право присвоения награждённому звания «ветеран труда»[1].

- Приказом Министра обороны Российской Федерации от 9 октября 2014 года №725 дсп установлены Правила выплаты ежемесячной надбавки за особые достижения в службе военнослужащим Вооружённых Сил Российской Федерации, проходящим военную службу по контракту. Этот приказ вступил в законную силу 14 ноября 2014 года. Подпунктом 6 пункта 2 этих правил определено, что при награждении медалью «За разминирование» выплачивается ежемесячная надбавка в размере 20%. Надбавка выплачивается в течение одного года со дня издания приказа Министра обороны Российской Федерации о награждении этой медалью.